# Del Castillo
Del Castillo (произносится «Дель Касти́льо») — музыкальная группа, играющая в стиле латин-рок, из Остина (Техас), США. Название группы происходит от фамилии двух братьев, Рика и Марка дель Кастильо, которые основали эту группу.

## История
Группа Del Castillo была основана осенью 2000 года братьями Риком и Марком дель Кастильо как маленький проект в стиле латин-фламенко. Братья, которые всю жизнь играли на электрогитарах в разных рок-группах, никогда раньше не выступали вместе и впервые стали сочинять мелодии песен на акустических гитарах. Их друг, вокалист/гитарист Алекс Руис, начал писать слова на музыку братьев, и вскоре к ним присоединились остальные члены группы. Рик уговорил своего друга, Альберта Бестейро, присоединиться к группе в качестве бас-гитариста, а Марк привлек к проекту ударника Майка Зеоли, своего коллегу по группе Milhouse. Последним присоединился перкуссионист Рик Хоулман по прозвищу «Рэв». После получения положительных и ободряющих отзывов ото всех, кто слышал совместно ими сочинённые песни, проект начал превращаться в настоящую музыкальную группу.
Определившись с составом группы, Del Castillo начали писать песни в разных стилях и под влиянием многих музыкальных направлений всегда, однако, сохраняя солидное количество элементов стиля латино. В 2001 году группа выпустила свой дебютный CD Brothers of the Castle, о котором восторженно отозвались равно критики и поклонники хорошей музыки.
Некогда «экспериментальный проект» сплотился в настоящую семью музыкантов, и группа записала свой следующий релиз, Vida («Жизнь»), который вывел их творчество на новый уровень. И признание, если не слава, пришла к ним в виде приглашения от режиссёра Роберта Родригеса принять участие в саундтреке к его фильму «Однажды в Мексике» и победы в номинации «Лучшая музыкальная группа года города Остин» на конкурсе Austin Music Awards 2002—2003.
Видеодиск Del Castillo Live DVD, срежиссированный и отснятый Робертом Родригесом, вышел в начале 2004. Также в этом году Квентин Тарантино использовал в фильме «Убить Билла. Фильм 2» песню группы Del Castillo, исполненную Chingon, музыкальным коллективом, состоящим из ближайших «собратьев по музыке» Роберта Родригеса, куда входят члены группы Del Castillo. Del Castillo, совместно с Робертом, выступали как группа Chingon на премьере фильма в Лос-Анджелесе.
Весной 2006 Del Castillo выпустили свой третий альбом, Brotherhood («Братство»), немедленно получивший восторженные рецензии во всех средствах массовой информации.
В конце 2006 года Рик Хоулман решил уйти из группы, и музыканты нашли нового перкуссиониста, Кармело Торреса, который занял место Хоулмана. Родом из Лос-Анджелеса, но проживающий сейчас в Остине, Кармело многое добавил к музыке Del Castillo и как исполнитель, и как сочинитель песен. В 2007 и 2008 годах Del Castillo активно гастролировали по Соединённым Штатам, выступая на Западном и Восточном побережьях, в том числе и на многих фестивалях. Где бы они не играли, число их поклонников увеличивается, и известность группы продолжает расти. Весной 2009 года Del Castillo планируют выпустить свой новый студийный альбом и, возможно, концертный DVD/CD.

## Состав группы
- Рик дель Кастильо (Rick del Castillo) — гитара / вокал
- Марк дель Кастильо (Mark del Castillo) — гитара / вокал
- Алекс Руис (Alex Ruiz) — основной вокал / гитара / губная гармоника
- Альберт Бестейро (Albert Besteiro) — бас-гитара
- Майк Зеоли (Mike Zeoli) — ударные
- Кармело Торрес (Carmelo Torres) — ударные / вокал (присоединился к группе в конце 2006)
- Ноа Мосгофиан (Noah Mosgofian) — ударные (присоединился к группе в 2008)

## Бывшие участники
- Рик Хоулман (Rick Holeman) — ударные / вокал (ушёл из группы в конце 2006)

## Дискография

### Альбомы
- Brothers of the Castle (2001)

```
   * 01 Mi Cariño
   * 02 Spanish Castle Tango
   * 03 Dias de Los Angeles
   * 04 Song For Jordan
   * 05 29/11
   * 06 La Luz a Mi Paso
   * 07 Mexican Lounge Lizard
   * 08 Barrio Blues
   * 09 Suenos de Ti
   * 10 El Camino menos Transitado
```

- Vida (2002)

```
   * 01 Don Nicolás
   * 02 Vida
   * 03 Sueños Madrigales
   * 04 Para mi Sobrina
   * 05 Mi Gitana
   * 06 Los Caballos
   * 07 Dame un Momento
   * 08 Yiddish March
   * 09 ¿Por Qué?
   * 10 Back From the Grave + *Barrio Blues (концертная запись) [скрытый бонусный трек]
```

- Brotherhood (2006)

```
   * 01 Arena Al Viento
   * 02 Brotherhood
   * 03 Este Amor
   * 04 Ganate El Mundo
   * 05 Quiereme
   * 06 Rios Misticos
   * 07 Maria
   * 08 Talkin' To Ya
   * 09 Perdoname
   * 10 I Never Cared For You [feat. 
Willie Nelson
]
   * 11 Vida Latina
   * 12 Que Dolor
   * 13 Si, Mi Amor
   * 14 El Corrido de Don Lulai
```

- Del Castillo (одноименный альбом) 2009

```
   * 01 Boricua del Cielo
   * 02 Everlasting
   * 03 Castles
   * 04 Noche Brava
   * 05 Cafe Sin Leche
   * 06 Amor Dolor
   * 07 Anybody Wanna?
   * 08 Entre Flores y La Luna
   * 09 Little Angel
   * 10 Corazon Loco
   * 11 Light
   * 12 Home
   * 13 Anybody Wanna? (радио версия)
```

- Песни, не вошедшие в альбомы

```
   *Silent Night (доступна на официальном сайте Del Castillo)
   *Something Pure (английская версия песни “Qué Dolor”)
   *The Chuco Went Down To Texas (в течение краткого периода времени была доступна на официальной странице Del Castillo на Myspace.com)
   *The Chant (эта песня, начинающаяся словами: "No eres el cuerpo, Eres todo...", не имеет официального названия; до 7 апреля 2009 года она звучала на заглавной странице
    официального сайта группы)
   *Consumido (доступна на Itunes)
   *El Gran Fandango
```

### Chingon
- Mexican Spaghetti Western (2004)

```
   * 01 Se Me Paró
   * 02 Malaguena Salerosa [La Malaguena]
   * 03 Fideo Del Oeste [Mexican Spaghetti Western]
   * 04 Severina
   * 05 Alacran y Pistolero
   * 06 Bajo Sexto [Six Below]
   * 07 
Cielito Lindo

   * 08 Mexican Sausage Link
   * 09 Siente Mi Amor [featuring 
Salma Hayek
]
   * 10 Cuka Rocka [Extended]
```

### Сборники
- «Voices of a Grateful Nation, Vol 1 - Texas Rock, Blues & Folk» (2008)

Диск 1 из серии «Voices of a Grateful Nation» включает в себя песни группы Del Castillo «Letter Home» и «La Letra».

### Саундтреки
- The Cry - La Llorona (2007)

```
   * «La Llorona» совместно с 
Патрисией Вонне
 (начальные и финальные титры).
   * «Talkin’ To Ya» (из альбома Brotherhood), «Don Nicolas» и «Sueños Madrigales» (из альбома Vida)
```

Этот фильм так и не вышел в широкий прокат. По некоторым сведениям, он был выпущен сразу на видеоносителях.
- «Убить Билла. Фильм 2» Саундтрек (2004)

```
   * «Malaguena Salerosa [La Malaguena]» (Рик и Марк дель Кастильо / гитара, Алекс Руис / вокал, Рик Хоулман / ударные)
```

- Mexico and Mariachis (2004)

```
   * «Alacran y Pistolero» (Рик и Марк дель Кастильо / гитара, Алекс Руис / бэк-вокал, Рик Хоулман / ударные)
   * «Severina» (Рик и Марк дель Кастильо / гитара)
   * «Theme from El Mariachi» (Рик дель Кастильо / гитара, Рик Хоулман / ударные)
   * «Back To The House That Love Built» (Acoustic) (Рик дель Кастильо / гитара, Рик Хоулман / ударные)
   * «Spanish Castle Tango» (композиция создана, записана и исполнена группой Del Castillo)
      Композиция, входящая в этот саундтрек, слегка отличается от композиции из альбома группы Del Castillo 
Brothers of the Castle
.
   * «Once Upon A Time In Mexico» (Main Titles) (Рик и Марк дель Кастильо / гитара, Рик Хоулман / ударные)
```

- «Однажды в Мексике» Саундтрек (2003)

```
   * «Eye Patch» (Рик дель Кастильо / гитара, ударные; Алекс Руис / вокал)
   * «Guitar Town» (Рик дель Кастильо / гитара)
   * «Church Shootout» (Рик дель Кастильо / гитара, ударные)
   * «Dias de los Angeles» (песня создана, записана и исполнена группой Del Castillo)
      Песня, входящий в этот саундтрек, слегка отличается от песни с видеодиска Del Castillo Live DVD.
   * «Mariachi vs. Marquez» (Рик дель Кастильо / гитара)
   * «Coup De Etat» (Рик дель Кастильо / гитара)
   * «El Mariachi» (Рик дель Кастильо / гитара)
   * «Siente Mi Amor» (Рик дель Кастильо / гитара)
   * «Cuka Rocka» (Рик и Марк дель Кастильо / гитара)
```

- Дети шпионов 3: Игра окончена (2003)

```
   * «Game Over» (Рик дель Кастильо / гитара)
   * «Isle Of Dreams» (Рик дель Кастильо / гитара)
```

## DVD
- Del Castillo Live DVD (2004)

```
   * 01 Dias de los Angeles
   * 02 Sueños Madrigales
   * 03 El Camino Menos Transitado
   * 04 Vida
   * 05 Mi Cariño
   * 06 Para mi Sobrina
```

## Видеография
- Maria
- Perdoname

Снято при участии продюсера Мартины Альменде и её компании Sapo de Oro в штате Нью-Мексико (США). В 2006 году Мартина и её видеограф Карл Тил снимали выступление группы Del Castillo для Cartier, прошедшее в Женеве (Швейцария).

## Награды
Фильм Killing Snakes участвовал в показе короткометражных фильмов в Каннах (2007 год). Композитор Рик дель Кастильо (также участвовавший, совместно с Мартиной Альменде, в написании сценария) получил Золотую награду за музыку к фильму на фестивале в Парк Сити (штат Юта) в 2008 году.
- Альбом года –“BROTHERHOOD” – Austin Music Awards/South by Southwest (2007)
- Первый приз в номинации "Best Latin Traditional Band" - Austin Music Awards/South by Southwest (2007)
- Первый приз в номинации "Best Latin Traditional Band" – Austin Music Awards/South by Southwest (2006)
- Первый приз в номинации "Best Independent Group of the Year" - ASCAP Latin Music Awards (2005)
- Первый приз в номинации "Best Latin Traditional Band" - Austin Music Awards / South by Southwest (2005)
- Первый приз в номинации "Лучшее концертное выступление" по мнению Austin Music Pundits - AMP Awards (2004)
- Первый приз в номинации "Best Latin Contemporary Band" - Austin Music Awards / South by Southwest (2004)
- Лучшее музыкальное видео стиля латино 2003 - "Suenos Madrigales" с диска "DEL CASTILLO LIVE" DVD - Austin Music Network Music Video Awards
- 7 первых призов на конкурсе Austin Music Awards / South by Southwest (2003):

```
   * ГРУППА ГОДА ГОРОДА ОСТИН 
   * ЛУЧШИЙ АЛЬБОМ ГОДА: "VIDA"
   * ЛУЧШИЙ УДАРНИК: Майк Зеоли
   * СИНГЛ ГОДА ГОРОДА ОСТИН: "VIDA"
   * ЛУЧШИЙ ДИЗАЙН ОБЛОЖКИ ДИСКА: "VIDA"
   * МУЗЫКАЛЬНЫЙ ПРОДЮСЕР: Рик дель Кастильо - "VIDA"
   * МЕКСИКАНСКАЯ ТРАДИЦИОННАЯ ГРУППА - DEL CASTILLO
```

- Первый приз в номинации "Best World Music Band" и "Best Mexican/Traditional Latino Band" - Austin Music Awards / South by Southwest (2002)
- Первый приз в номинации "Best World Music Band" и "Best Mexican/Traditional Latino Band" - Austin Music Awards / South by Southwest (2002)
- Награда от Austin Latin Music Association. Выступление группы было заснято для телесериала "Sonidos del Barrios". (2002)
- Лучшая латин-рок-группа - “Primetime Tejano” TV/Austin (2002)

## Специальные выступления/СМИ
- Презентация гитары Gibson Dark Fire Риком и Марком дель Кастильо — Остин (Техас) (15 декабря 2008)
- Концерт Outlaw Trail Concert — Paramount Theatre, Остин (Техас) (2008)
- Dan Rather Reports: Latino Invasions On Hdnet (2007)
- Фестиваль Austin City Limits Music Festival — Остин (Техас) (2006)
- Фестиваль Wakarusa Festival — Лоренс (Канзас) (2006) · Headlined Kgsr T-Shirt Party — Остин (Техас) (2006)
- Выступление на телевидении Latin Nation Tv (2006)
- Концерт Willie Nelson’s 4th Of July Picnic — 2 ночи: Карлз Конер (Техас) / Форт Ворт (Техас) (2006)
- Шоу Джорджа Лопеса («George Lopez Show») / ABC-TV (2005) — участвовали: Рик, Марк и Алекс
- Концерт Black Tie and Boots Ball — Вашингтон (округ Колумбия), на неделе инаугурации (2005)
- Выступление на телевидении American/Latino TV (2004)
- Концерт Willie Nelson’s 4th of July Picnic — Форт Ворт (Техас) (2004)
- Фестиваль Eric Clapton’s Crossroads Guitar Festival — Даллас (Техас) (2004)
- Премьера фильма «Убить Билла. Фильм 2». Выступление в составе группы Chingon совместно с Робертом Родригесом — Лос-Анджелес (2004)
- Выступление в House of Blues вместе со специальным гостем — Робертом Родригесом — Лос-Анджелес (2004)
- Выступление на концерте KGSR’s Spring T-Party — Остин (Техас) (2004)
- Вечер группы «Chingon» вместе с Робертом Родригесом, Брюсом Уиллисом и группой The Accelerators — Остин (Техас) (2004)
- Концерт Willie Nelson’s 4th of July Picnic — Форт Ворт (Техас) (2003)
- Премьера фильма «Однажды в Мексике». Роберт Родригес, Антонио Бандерас и Чич Марин выступали вместе с группой — Нью-Йорк (2003)
- Мировая премьера фильма «Дети шпионов 3: Игра окончена». Роберт Родригес выступал вместе с группой — Остин (Техас) (2003)
- LATV, in conjunction with debut Los Angeles showcase performances at the Roxy and Conga Room (2003)
- 2003 Convention of the National Council of La Raza — Остин (Техас) (2003)

## Гастроли
- 2007-2008

Гастроли по США и Европе, включая выступления на крупных музыкальных фестивалях, таких как Sierra Nevada Music Fest, California Worldfest и Great Woods Music Fest (Канада).
- 2006

Гастроли по США: концерты вместе с группами Los Lonely Boys / Indigenous / Styx / deSol / музыкантом Доном Хенли. Выступление на корпоративном вечере для Cartier в Женеве (Швейцария).
- 2005

Концерты в Мексике. Выступление на фестивале в Нью-Йорке (США). Выступление на фестивале Open House Arts Festival, посвященном 34-й годовщине открытия Центра имени Кеннеди в Вашингтоне. Гастроли по США, включая города: Лас-Вегас (Невада) / Канзас-Сити / Сент-Луис (Миссури) / Нашвилл (Теннесси) / Вирджиния-Бич (Вирджиния) / Сиракьюс / Санта-Фе (Нью-Мексико) / Альбукерке (Нью-Мексико). Выступления вместе с Neville Brothers в Остине (Техас), и Buddy Guy в Де-Мойн (Айова).
- 2004

Концерты в Нью-Йорке / Атланте / Мемфисе (Теннесси). Выступления вместе с Ozomatli в Тусоне (Аризона) / Новом Орлеане (Луизиана) / Орландо (Флорида) / Вашингтоне (округ Колумбия) / Детройте (Мичиган) / Чикаго (Иллинойс) / Миннеаполисе (Миннесота) / Альбукерке (Нью-Мексико) / Санта-Фе; выступления с Los Lobos в Де-Мойн (Айова) / Далласе (Техас) / Остине (Техас) / Сан-Антонио (Техас) / Эль-Пасо (Техас).